# Termas de Bárbara
As Termas de Bárbara (em alemão:  Barbarathermen) são um grande complexo de termas romanas em Trier, Alemanha. É a maior terma romana ao norte dos Alpes. É designada como parte dos Monumentos Românicos, Catedral de São Pedro e Igreja de Nossa Senhora, Trier, Patrimônio Mundial da UNESCO.

## História
As Termas de Bárbara foram construídas no século II.
As extensas ruínas foram usadas como castelo na Idade Média, depois demolidas e recicladas como material de construção até que seus restos fossem usados para a construção de um Colégio Jesuíta em 1610.
Apenas as fundações e os túneis subterrâneos de serviço sobreviveram, mas os detalhes técnicos dos sistemas de esgoto, fornos, piscinas e sistema de aquecimento podem ser estudados melhor do que nas outras duas termas de Trier.

## Galeria

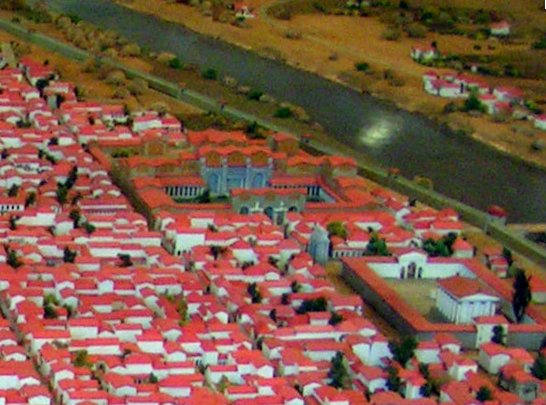
Termas de Bárbara ca. 360-370
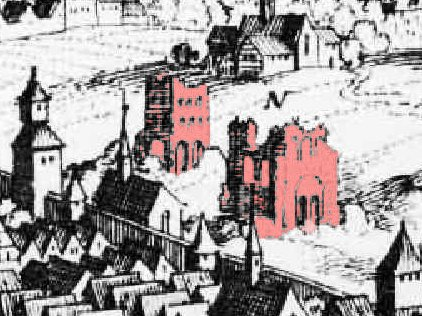
ca 1548 em uma gravura por Matthäus Merian publicada em 1646
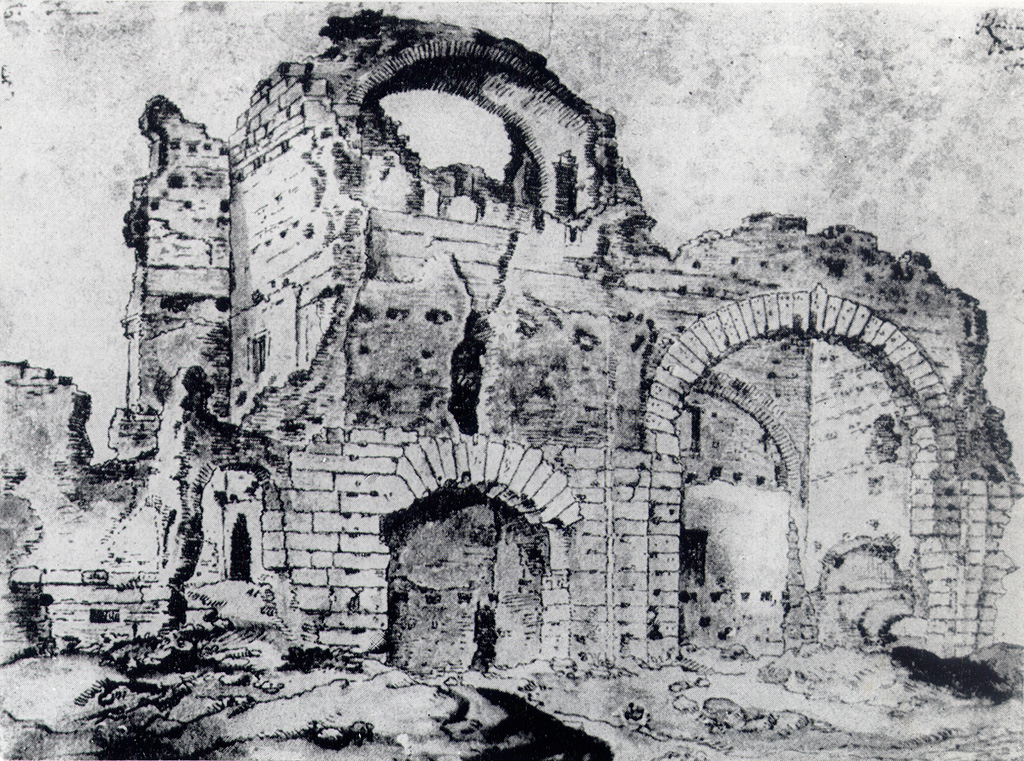
ca 1611
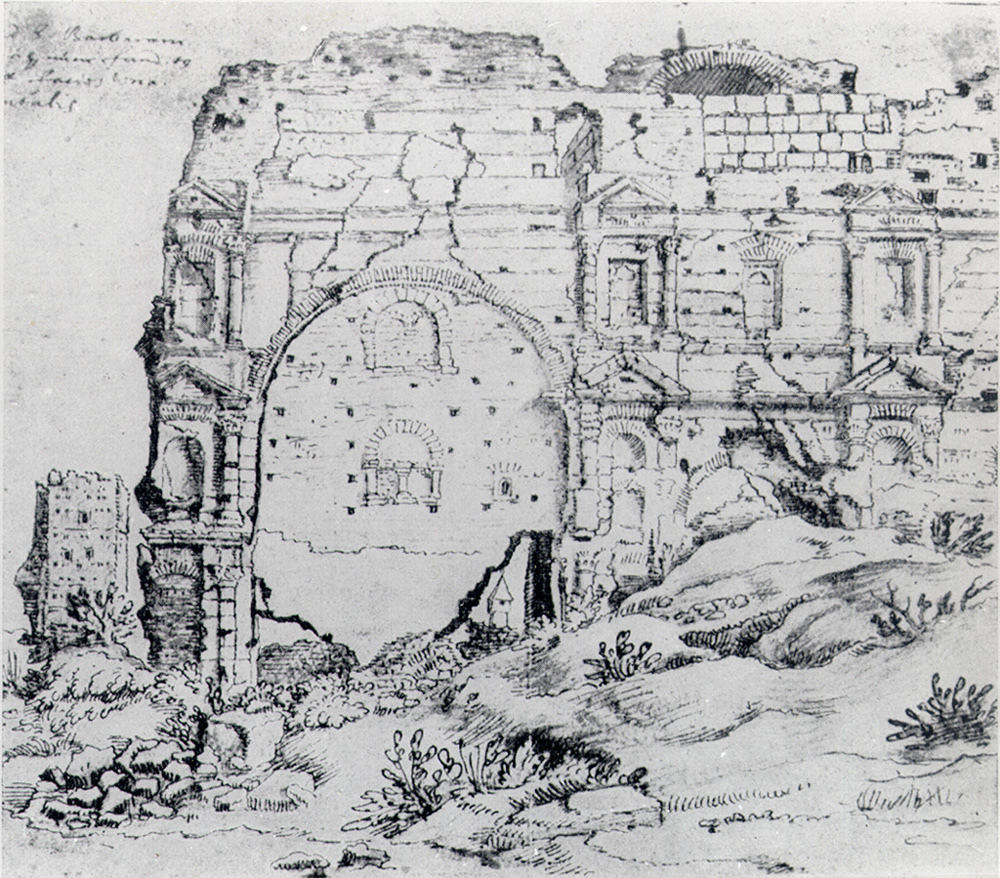
ca 1611